# Plac Szczepański w Krakowie

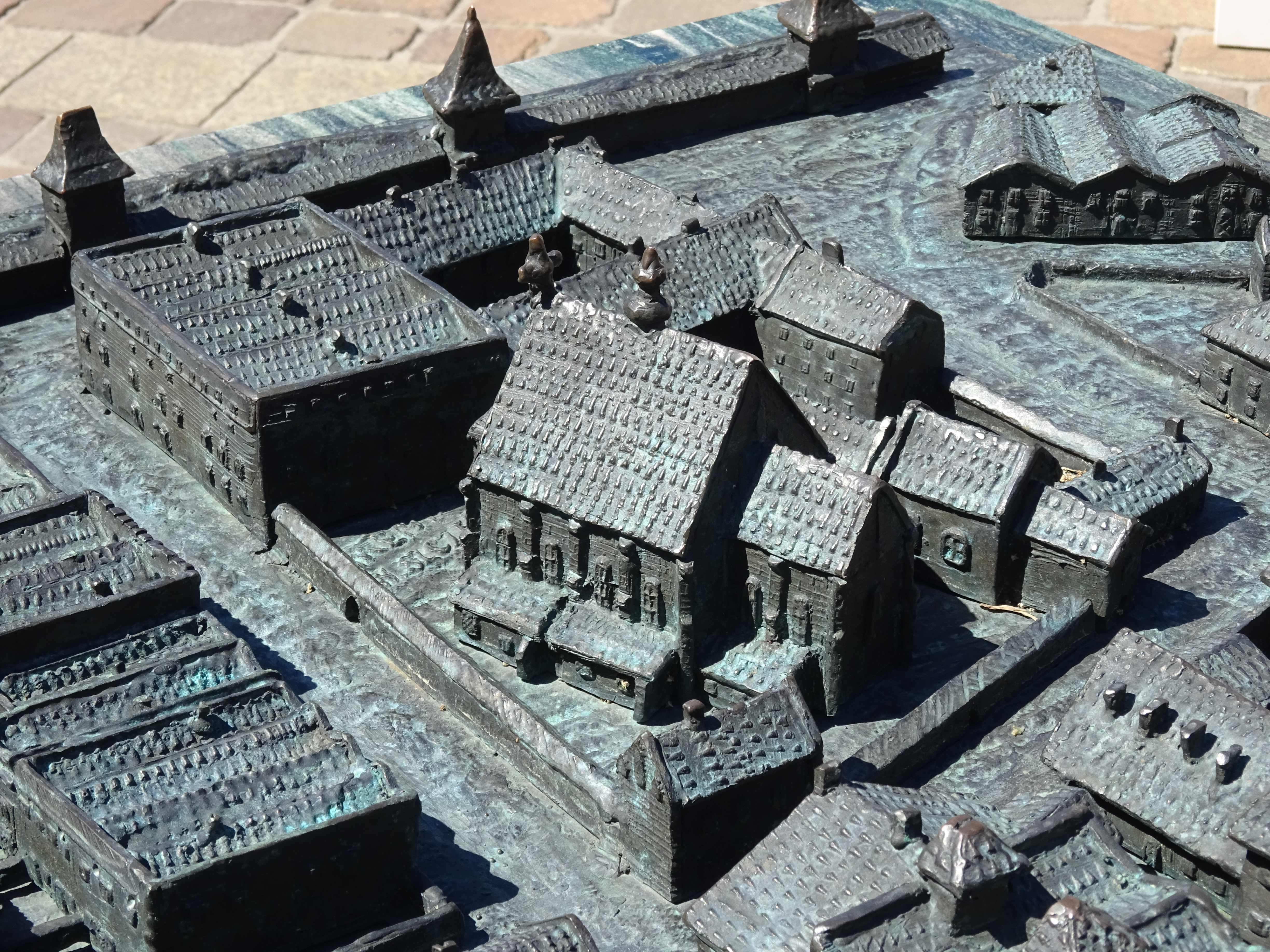
Znajdujący się w południowej części obecnego placu model przedstawiający dawną zabudowę owego obszaru (do początków XIX wieku) – Kościół św. Szczepana (większy), Kościół św. Macieja i Mateusza (mniejszy) i zabudowania jezuickie. Za nimi mury miejskie.

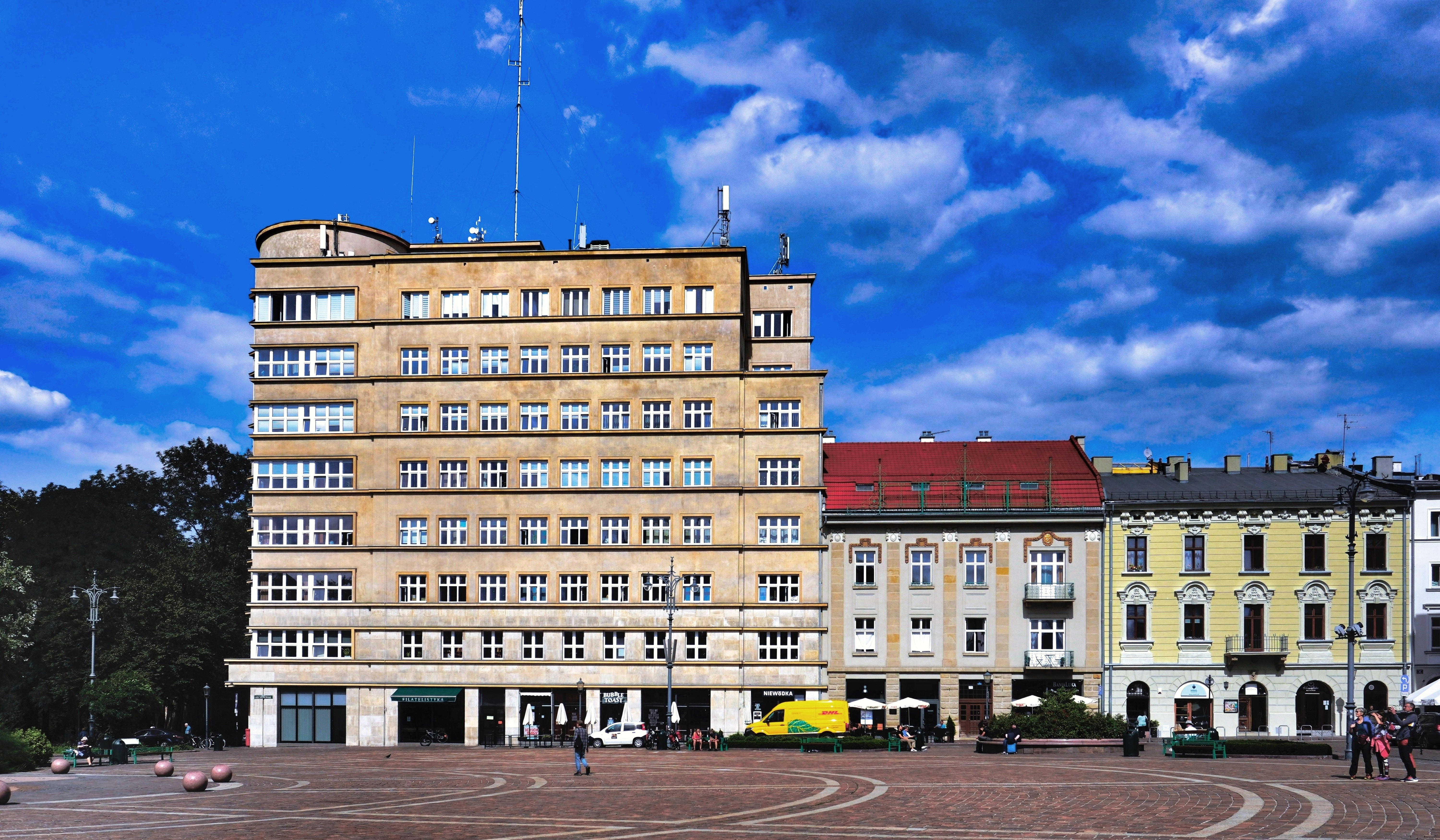
Pierzeja północna

Plac Szczepański – plac w Krakowie, w dzielnicy I Stare Miasto, na Starym Mieście, usytuowany między Plantami a ulicami: św. Tomasza i Szczepańską.

## Historia
Plac Szczepański powstał na początku XIX w. po wyburzeniu średniowiecznego kościoła św. Szczepana, do którego nawiązuje nazwa placu, i kościółka św. Macieja i Mateusza wraz z przylegającymi zabudowaniami pojezuickimi. Początkowo nadano mu nazwę placu Gwardii Narodowej, gdyż w dn. 3 sierpnia 1811 r. dokonano tu pierwszego przeglądu utworzonej w Krakowie Gwardii Narodowej, która w sile jednego batalionu wystąpiła w pełnym umundurowaniu i uzbrojeniu. Na pamiątkę tego wydarzenia umieszczono na kamienicy Szołayskich tablicę z czarnego marmuru z wyrytym na niej napisem: Plac Gwardyi Narodowey ogłoszony dnia 3-go sierpnia 1811 roku. Nazwa ta jednak nie przyjęła się wśród krakowian i wkrótce ustaliła się ostatecznie – używana potocznie od ok. 1808 r. – dzisiejsza nazwa placu. Od XIX w. funkcjonowało tu jedno z największych targowisk w Krakowie, a w II połowie XX w. (do 2007 r.) – parking. W 2010 r. wykonano modernizację placu, m.in. dodając na nim fontannę.

## Budynki
Plac otacza szereg budynków, m.in.:
- XIX-wieczny secesyjny gmach Starego Teatru, wzniesiony według projektu Franciszka Mączyńskiego (pl. Szczepański 1, u wylotu ul. Jagiellońskiej);
- secesyjna kamienica Wolnego wzniesiona w latach 1908-1909 według projektu Wiktora Miarczyńskiego (pl. Szczepański 2). Pierwotnie w miejscu tym znajdowało się probostwo kościoła św. Szczepana. Był to budynek dwupiętrowy, o siedmiu oknach od frontu, z wysokim dachem i półokrągłą, zasklepioną u góry bramą w środkowej części fasady. Dolna część elewacji wykonana była z ciosanego kamienia. W początkach XIX w. kamienica stanowiła własność rodziny Estreicherów. Na pierwszym piętrze od frontu znajdował się salonik ozdobiony malowanymi przez Dominika Estreichera supraportami. Dom zburzono w 1908 r., a na jego miejscu wzniesiono nowoczesną kamienicę w stylu secesji wiedeńskiej dla przedsiębiorcy pogrzebowego J. Wolnego. Na parterze mieścił się jego zakład pogrzebowy Concordia. Kamienicę zwieńczono wyniosłym dachem z oszkloną werandą – była to przez wiele lat pracownia malarza Alojzego Siweckiego. Uwagę zwraca portal z granitowymi kolumnami oraz pomieszczenia na sklepy od frontu, wyposażone w żelazne belki[3];
- powojenny budynek Bunkier Sztuki mieszczący galerię sztuki współczesnej o tej nazwie, zaprojektowany przez Krystynę Różyską-Tołłoczko (pl. Szczepański 3a, w narożniku placu i Plant);
- secesyjny budynek Towarzystwa Przyjaciół Sztuk Pięknych zwany Pałacem Sztuki zbudowany w 1901 r., także zaprojektowany przez Franciszka Mączyńskiego (pl. Szczepański 4, pomiędzy placem a Plantami);

- budynek Komunalnej Kasy Oszczędnościowej zbudowany w 1936 r. według projektu Fryderyka Tadaniera i Stefana Strojka w stylu art déco; jest najwyższym budynkiem w obrębie krakowskiego Starego Miasta (7 pięter), był zwany przed wojną krakowskim „drapaczem chmur” (pl. Szczepański 5, u wylotu ul. Reformackiej);
- secesyjny budynek Towarzystwa Rolniczego, zaprojektowany przez Sławomira Odrzywolskiego i zbudowany w 1909 r. (pl. Szczepański 8, u wylotu ul. św. Tomasza). W miejscu tym stała niegdyś kamienica, która w XVII w. była własnością słynnego alchemika Michała Sędziwoja. Dom ten miał wejście od strony ul. Żydowskiej (dawna nazwa ul. św. Tomasza), natomiast na pl. Szczepański wychodziła jego ściana boczna. Na początku XIX w. kamienica miała jedno piętro o siedmiu oknach, a na parterze znajdowało się wejście do sklepu z drzwiami dwuskrzydłowymi w środkowej części fasady. Obok umieszczone były okna z okiennicami oraz duża boczna brama wjazdowa. Budynek przykrywał dach gontowy. W latach 1839–1860 mieszkał tu generał Jan Zygmunt Skrzynecki[4]. Kamienicę Sędziwoja zburzono w 1908. Podczas rozbiórki natrafiono w jej piwnicach m.in. na drzwi gotyckie, kamienną rzeźbę renesansową, obramienie z konchową konsolą oraz grabsztyny (kamienie) z hebrajskimi napisami. Niektóre ze znalezionych elementów kamiennych przeniesiono do lapidarium Muzeum Czapskich[5];
- kamienica Szołayskich, (pl. Szczepański 9, u wylotu ul. Szczepańskiej).

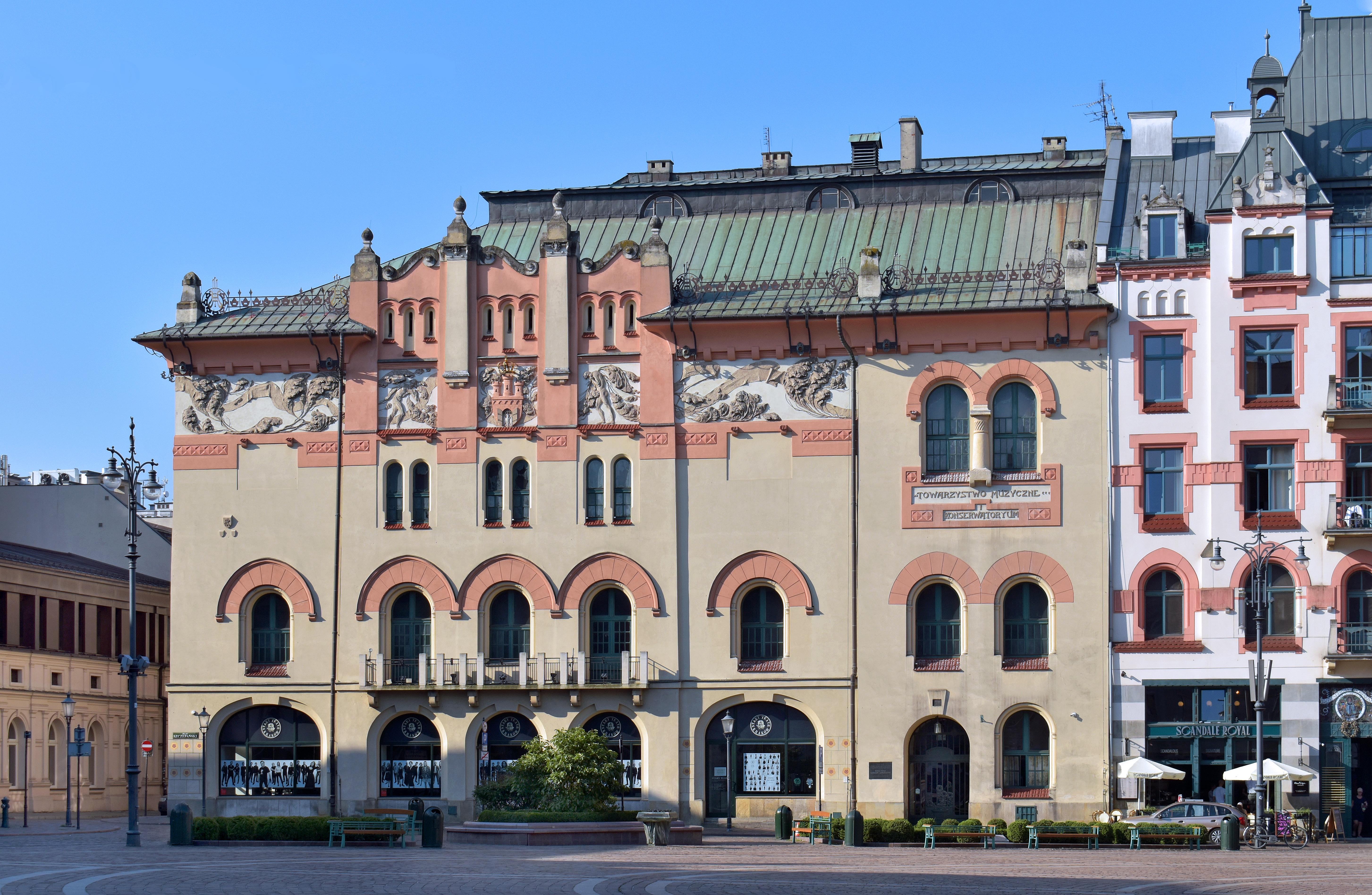
pl. Szczepański 1 Stary Teatr
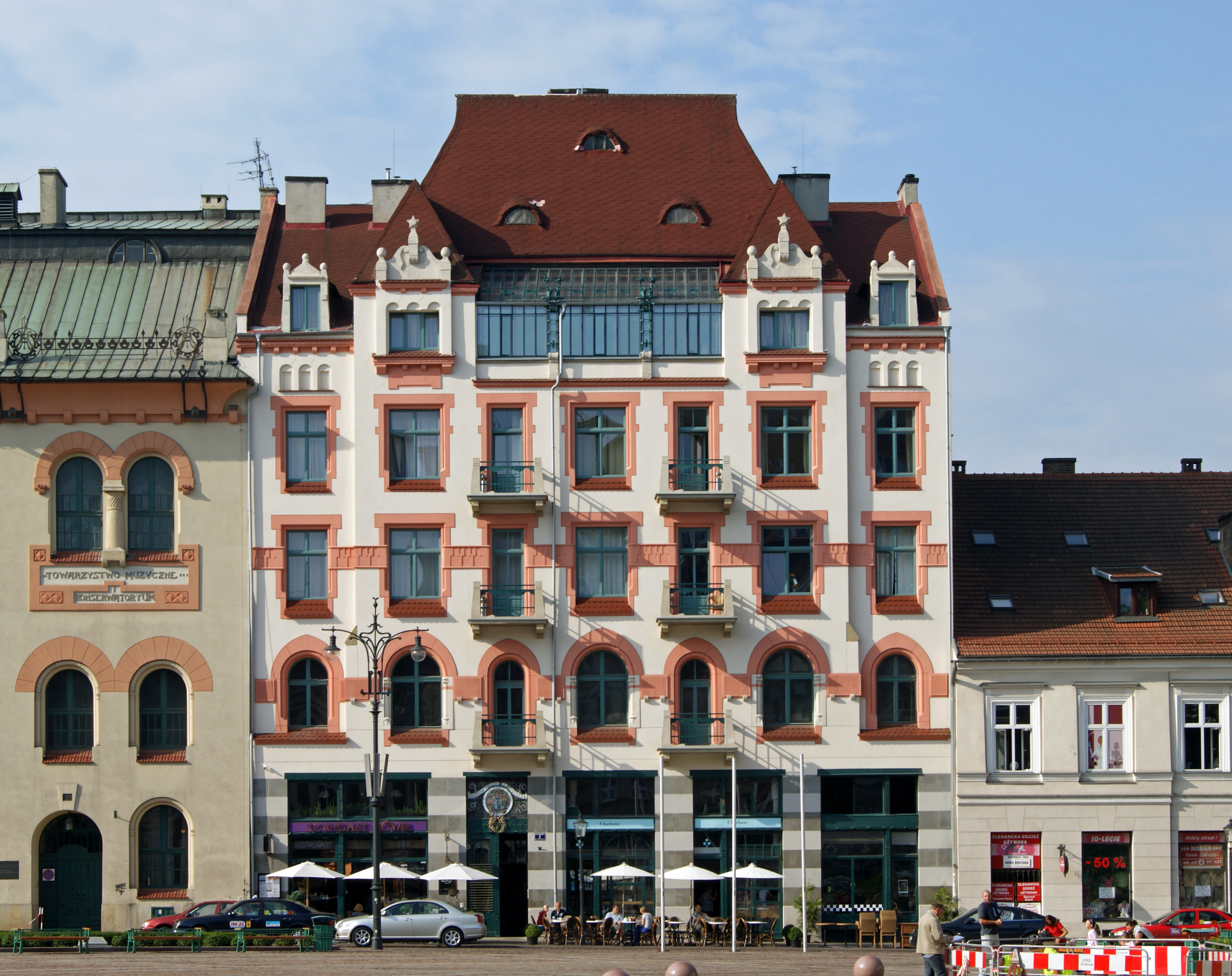
pl. Szczepański 2 Kamienica Wolnego
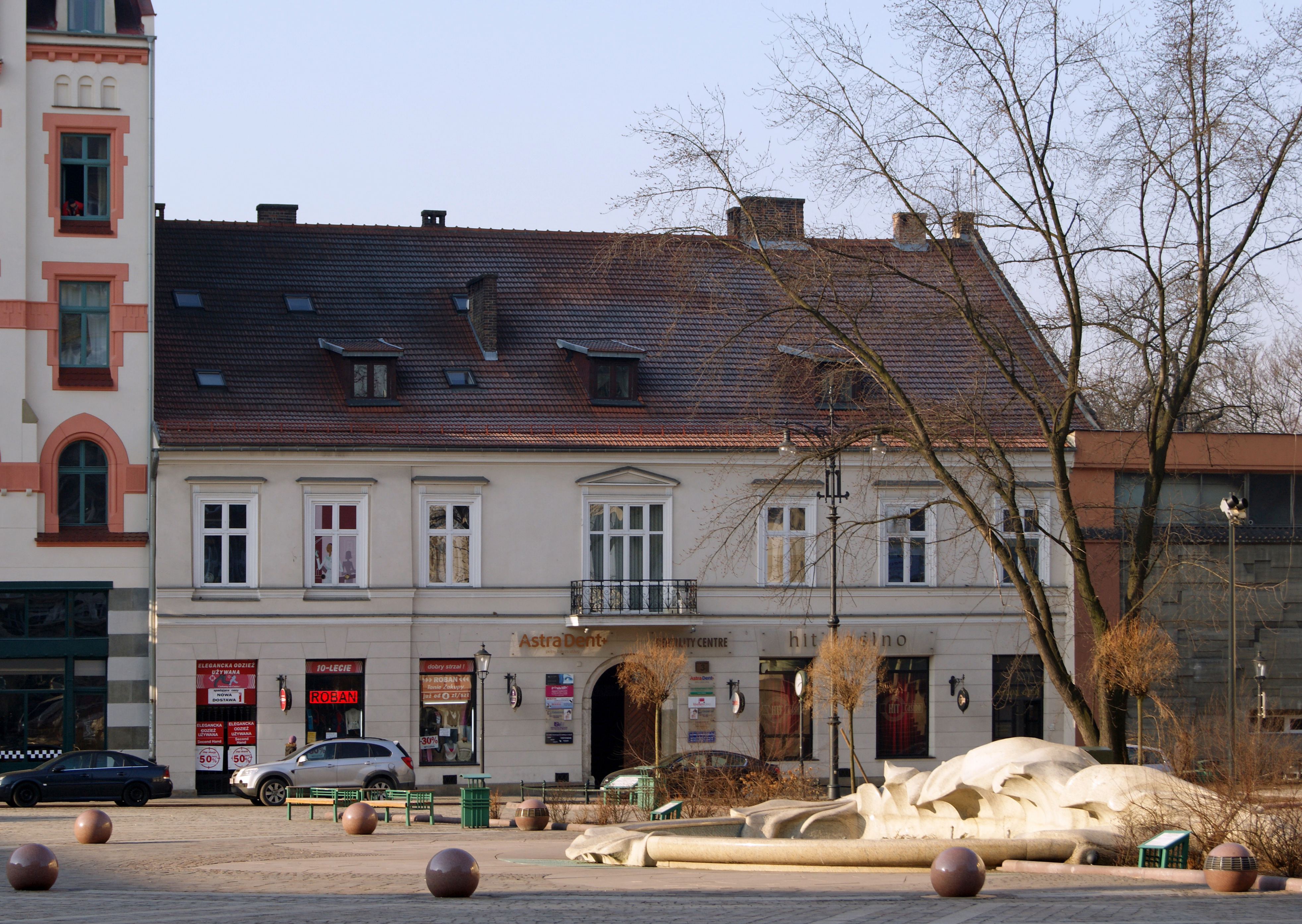
pl. Szczepański 3 Kamienica pod Panem Jezusem
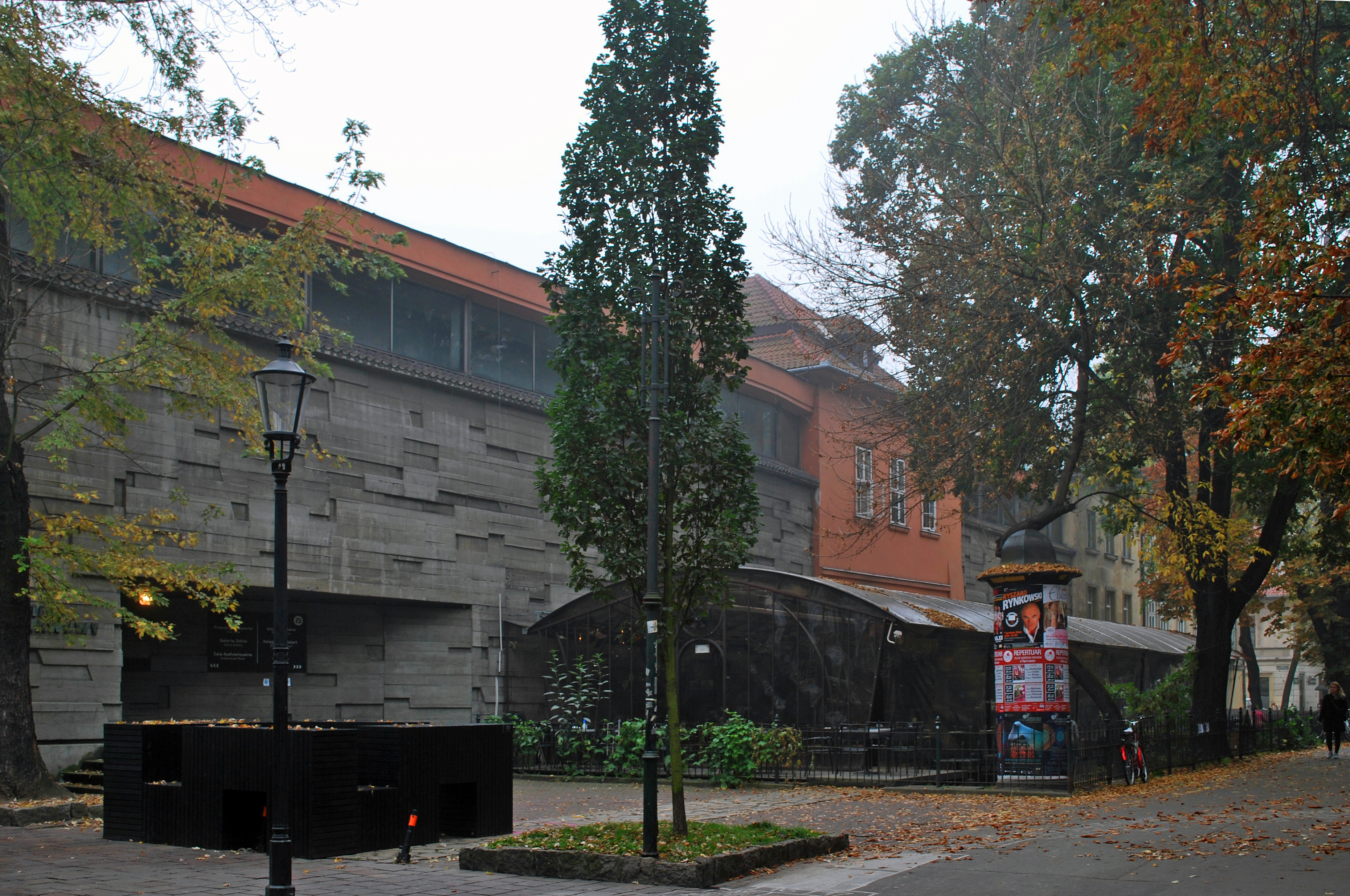
pl. Szczepański 3a Bunkier Sztuki
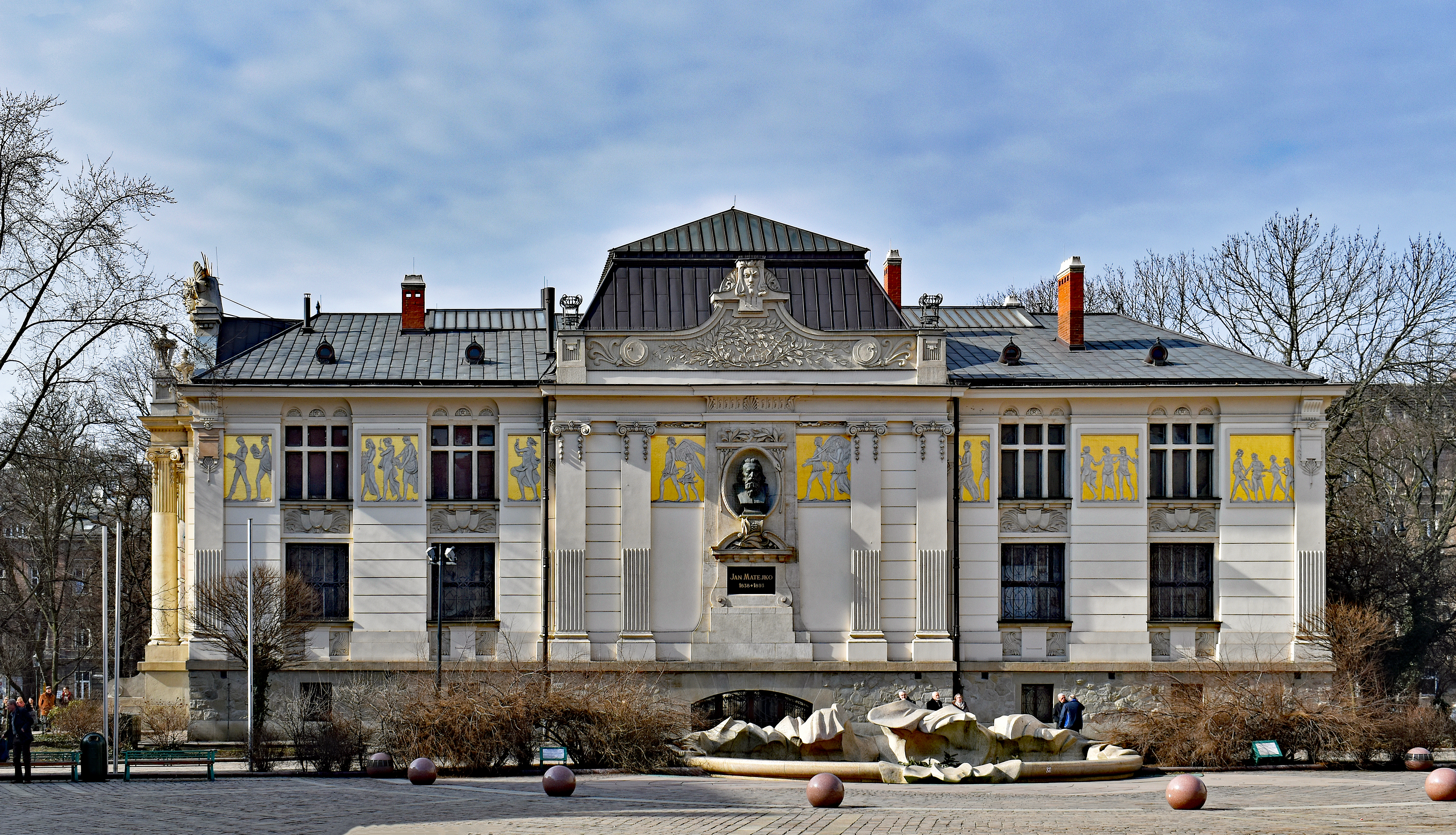
pl. Szczepański 4 Pałac Sztuki
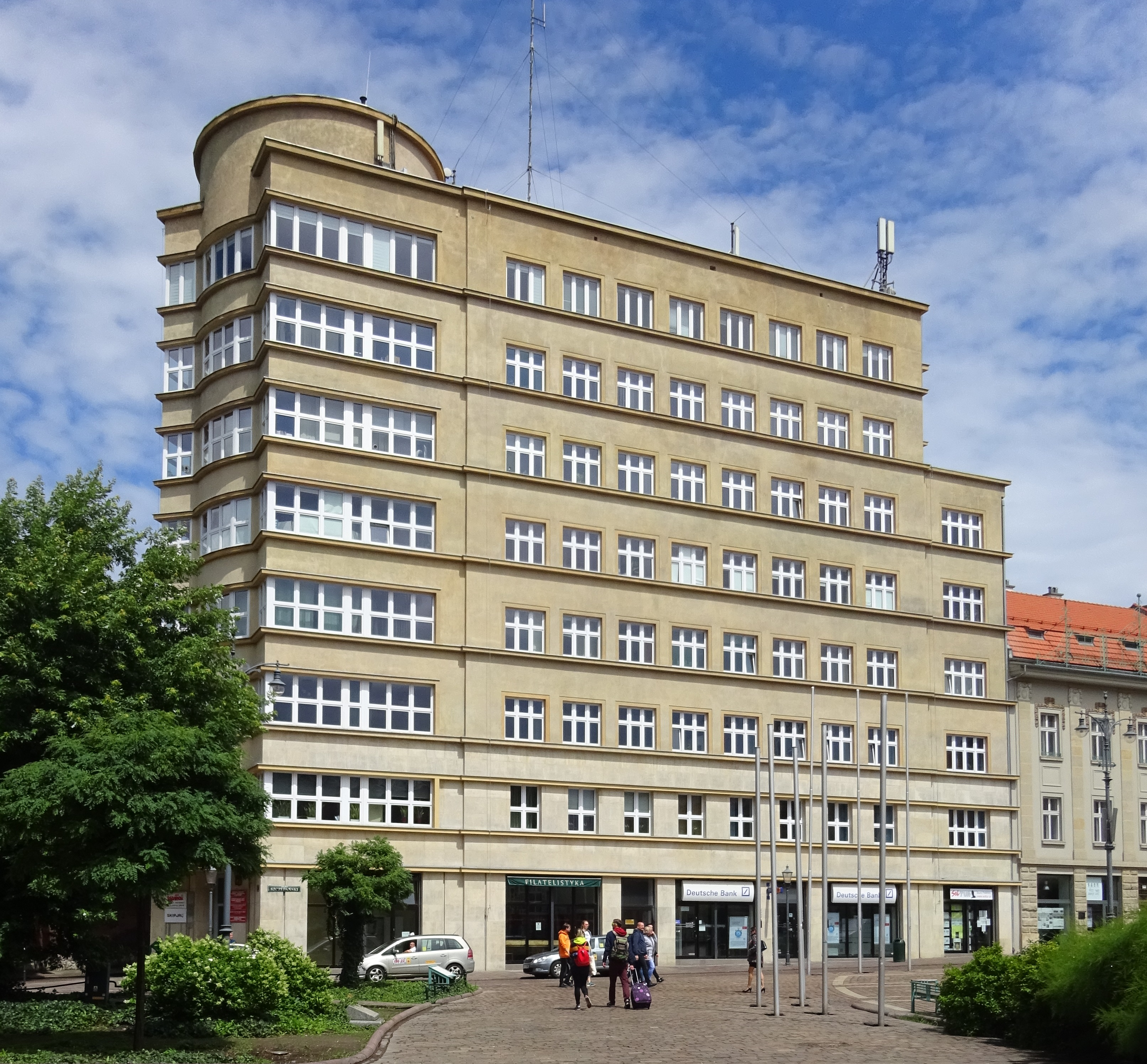
pl. Szczepański 5 Budynek Komunalnej Kasy Oszczędnościowej
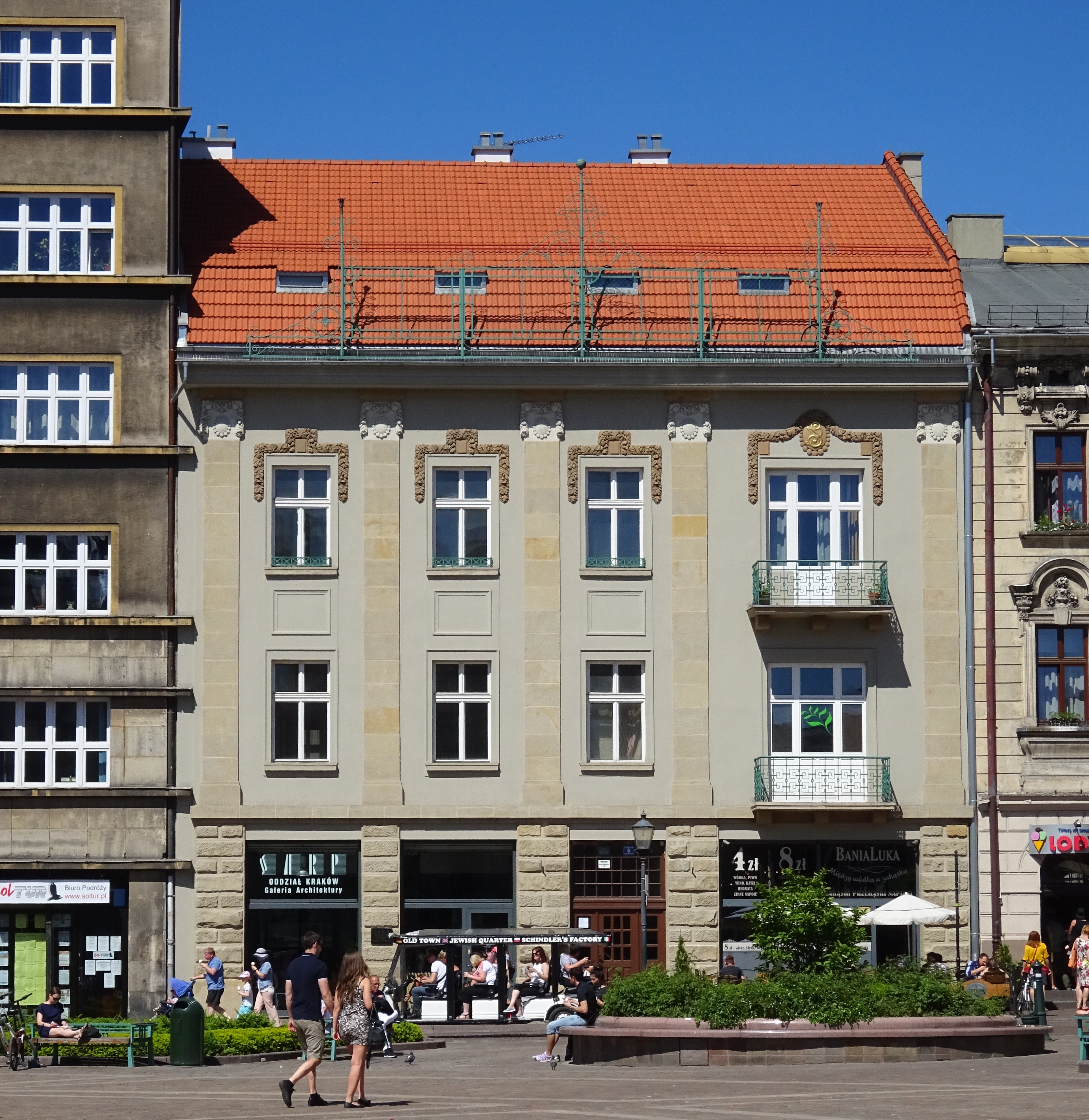
pl. Szczepański 6 Kamienica Przechodnia
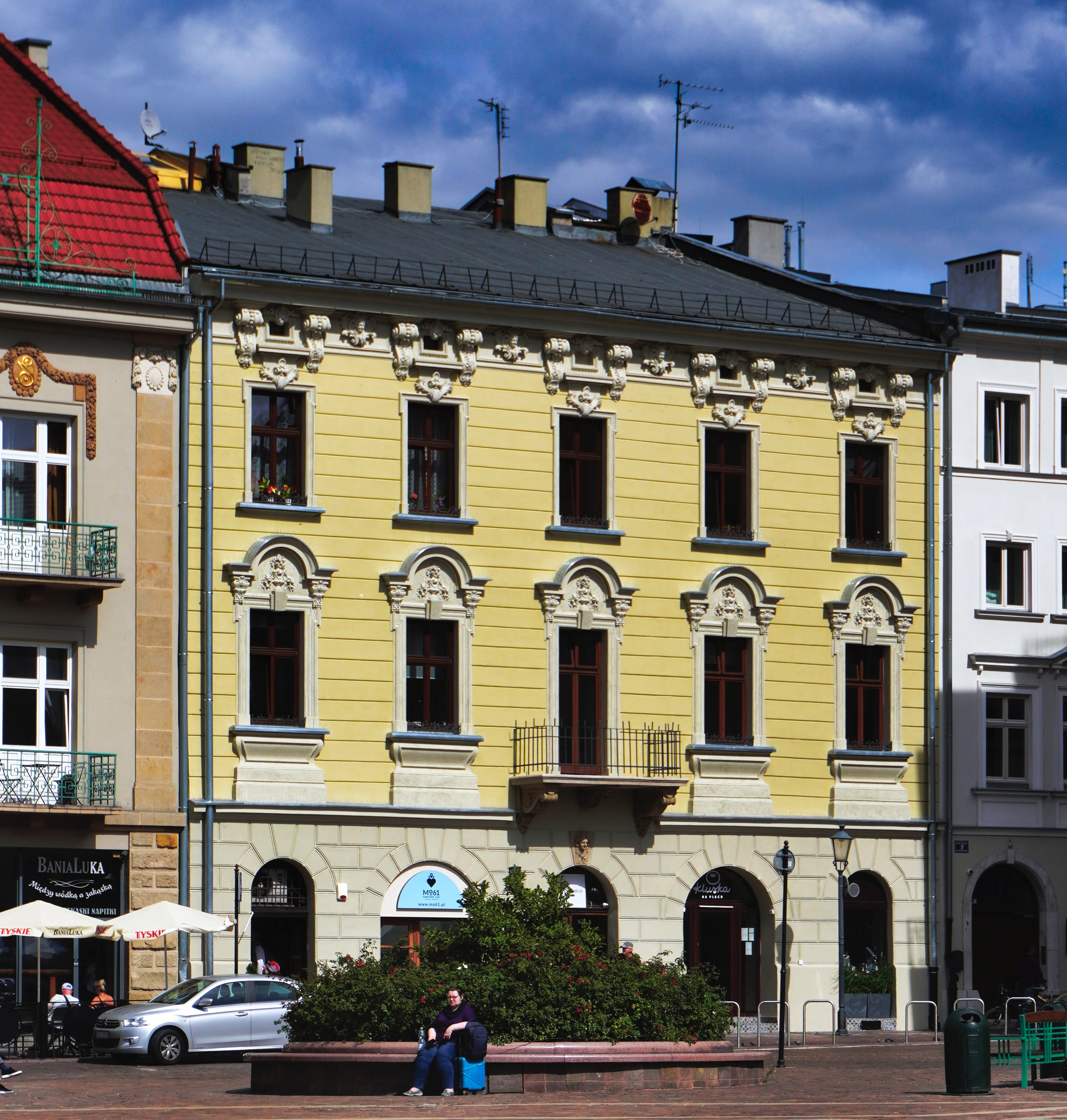
pl. Szczepański 7 Kamienica Landauów
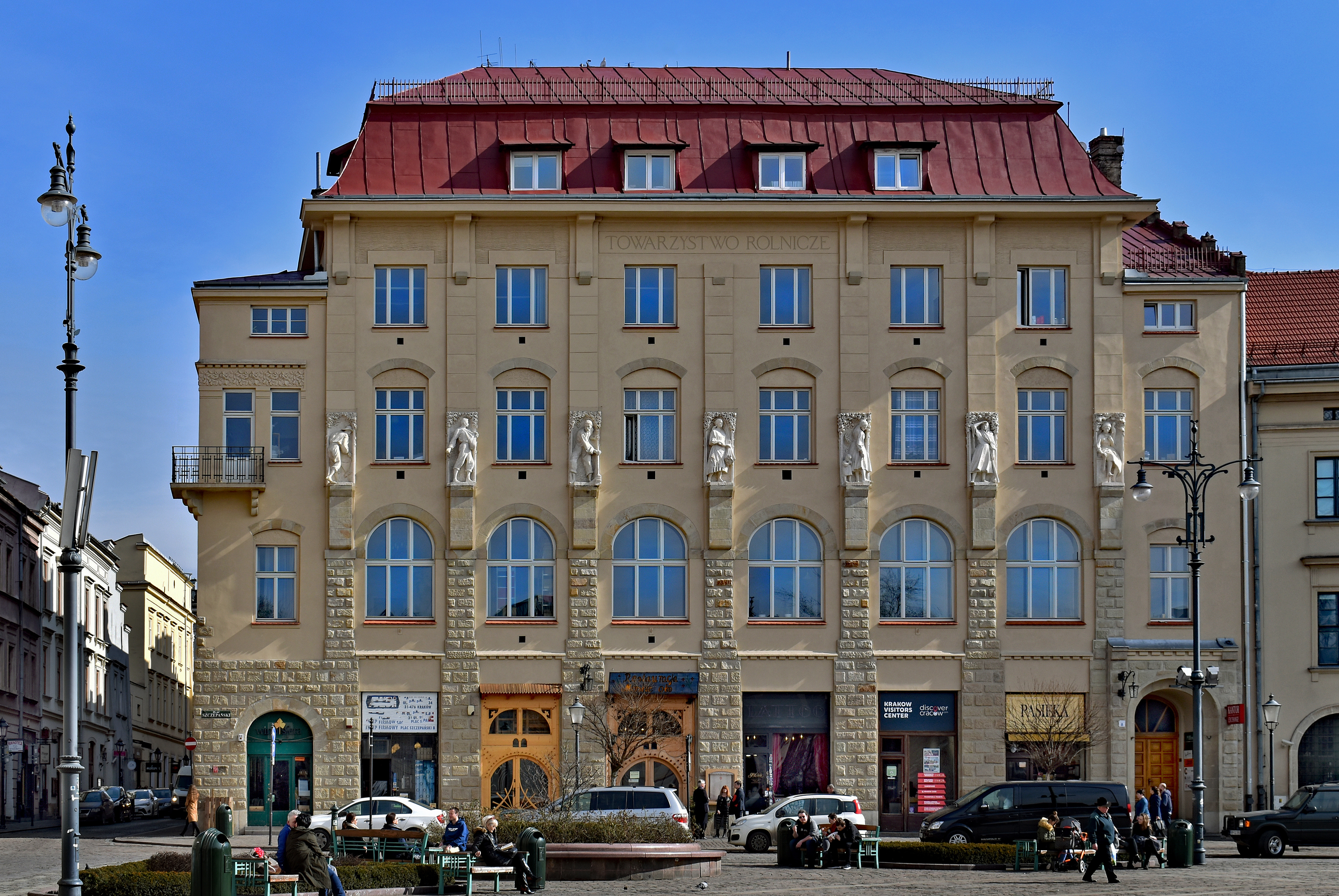
pl. Szczepański 8 Gmach Towarzystwa Rolniczego
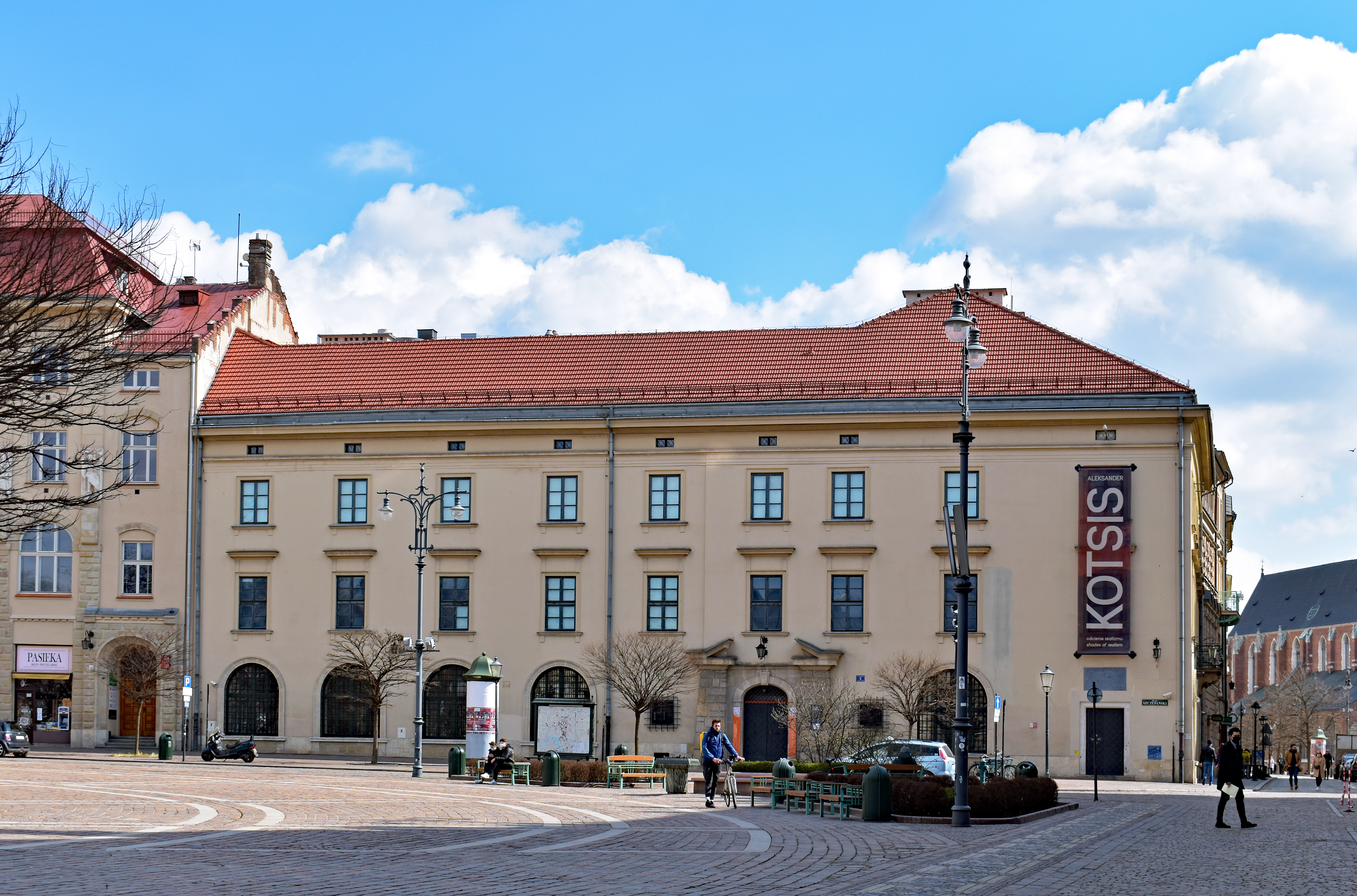
pl. Szczepański 9 Kamienica Szołayskich
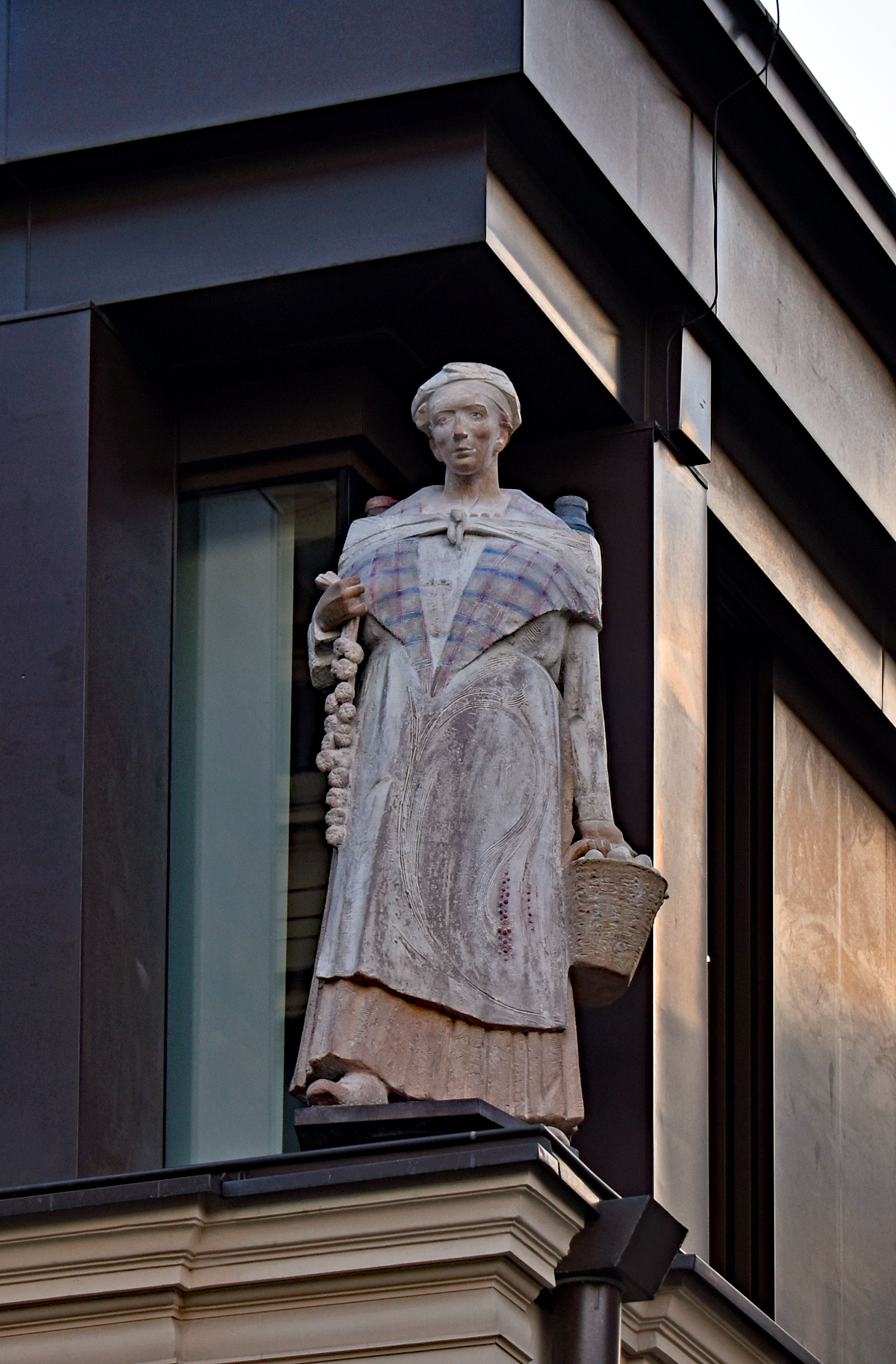
Pomnik krakowskiej przekupki Miedzianny na budynku Krzysztoforów, na rogu ul. Jagiellońskiej.